# Péter Tóth (football)
Dans le nom hongrois Tóth Péter, le nom de famille précède le prénom, mais cet article utilise l’ordre habituel en français Péter Tóth, où le prénom précède le nom.
Péter Tóth est un footballeur hongrois né le 25 juin 1977 à Szombathely (Hongrie).